# Велика кола
Велика кола су астеризам који чини 7 звезда. Препознатљив је по свом облику и записи о њему се могу наћи у многим митологијама. Ових 7 звезда које сачињавају Велика кола су најсјајније звезде у сазвежђу Велики медвед. Све звезде осим Мегреза (δ Ursae Majoris) су друге магнитуде, а Мегрез је треће.
Велика кола се често користе за оријентацију на небеској сфери. Повлачењем праве линије од Мерака (β Ursae Majoris) до Дубхеа (α Ursae Majoris) долази се до Полариса, звезде која показује правац северног небеског пола. Поларис се често назива Северна звезда и припада сазвежђу Мали медвед.
Сазвежђе Велики медвед виђено је у облику медведа од стране многих цивилизација. Сматра се да је сазвежђе први пут добило име пре 13 000 година.

## Звезде у Великим колима
Звезде у овом астеризму су обележене традиционално грчким словима:
| Име звезде | Ознака | (Магнитуда) | Удаљеност од Земље (ly) |
| ---------- | ------ | ----------- | ----------------------- |
| Дубхе      | α UMa  | 1.8         | 124                     |
| Мерак      | β UMa  | 2.4         | 79                      |
| Пхекда     | γ UMa  | 2.4         | 84                      |
| Мегрез     | δ UMa  | 3.3         | 58                      |
| Алиот      | ε UMa  | 1.8         | 81                      |
| Мизар      | ζ UMa  | 2.1         | 78                      |
| Алкаид     | η UMa  | 1.9         | 101                     |

У истој линији као и Мизар, али једну светлосну годину од њега, налази се друга звезда, Алкор. Заједно, у многим митологијама ове звезде су биле познате као "јахач и коњ" и често су служиле као тест вида: ако особа може да види две засебне звезде, онда сигурно има добар вид, али ако не може, онда нема. Мизар, осим Алкора, има још 4 компоненте што га лини не само оптички двојном звездом, већ и спектроскопски вишеструком звездом. Мизар је заправо прва откривена спектроскопски вишеструка звезда (1889. година).

## Оријентација на небу
Не само што су звезде које сачињавају Велика кола лаке за проналажење, већ често служе за оријентацију ка другим звездама, галаксијама и сличним објектима:
- Поларис, северна звезда, може се наћи повлачењем линије од Мерака (β) до Дубхеа (α) и продуживањем те линије пет пута.
- Регулус (α Leonis) и Алфард (α Hydrae) могу се наћи продуживањем линије од Мегреза (δ) до Пхекде (γ).
- Капела (α Aurigae) се лако нађе продуживањем линије од Мегреза (δ) до Дубхеа (α).
- Кастор (α Geminorum) се налази повлачењем дијагоналне линије од Мегреза (δ) до Мерака (β) и продуживањем те линије пет пута.
- До Арктуруса се долази пратећи лук који пролази кроз Алиот (ε), Мизар (ζ) и Алкаид (η). На исти начин може се доћи и до звезде Спика.
- Приближна локација Хабловог дубоког поља може се наћи пратећи линију од Пхекде (γ) до Мегреза (δ) и понављањем те исте дужине.
- До галаксија M81 и M82 може се доћи пратећи дијагоналну линију од Пхекде (γ) до Дубхеа (α).
- Галаксије M101 и M51 налазе се у самом астеризму Велика кола, веома близу звезде Алкаид (η). Северно од ње је М101, а јужно М51.
- До сазвежђа Касиопеје може се доћи траћењем линије од Алкаида (η) до Полариса.